# Jaime Brunet Romero
Jaime Brunet Romero (Bayona, 20 de julio de 1926-San Sebastián, 4 de enero de 1992) fue un abogado y filántropo español, defensor de los derechos humanos, que tras su fallecimiento, sin descendencia, dejó un notable legado económico que sirvió para la creación de la Fundación Brunet, con sede en la Universidad Pública de Navarra, que anualmente entrega el Premio Internacional Jaime Brunet, para la promoción de los Derechos Humanos, el Premio Universitario Jaime Brunet, para aquellos estudiante que finalizan sus estudios con un Trabajo Final de Grado enmarcado en promover y difundir la defensa de los derechos humanos y para contribuir a la erradicación de las situaciones o tratos inhumanos o degradantes, vulneradores de los derechos inherentes a la dignidad de la persona, y el Premio Tesis Doctorales Jaime Brunet para aquellos estudiantes que acaban sus estudios de doctorado en el marco de la promoción y difusión de la defensa de los derechos humanos contribuyendo a la erradicación de las situaciones o tratos inhumanos o degradantes, vulneradores de los derechos inherentes a la dignidad de la persona.

## Biografía
Miembro de una familia empresarial oriunda de Cataluña y asentada en Guipúzcoa en el siglo XVIII, era hijo de Jaime Brunet Goitia y nieto de José Brunet y Bermingham. Varios ascendientes suyos fueron alcaldes o tenientes de alcalde en el ayuntamiento de San Sebastián por lo que recibió una educación liberal y crítica con la época que le tocó vivir. Su padre mismo fue jefe local del partido republicano ocupando el cargo de teniente de alcalde del consistorio donostiarra siguiendo los pasos de su abuelo y bisabuelo que habían ocupado la alcaldía.
Realizó sus estudios de Derecho en la Universidad de Valladolid donde también ejerció como profesor ayudante durante algunos años. 
Gran aficionado a la lectura, mostró interés en aprender idiomas para desenvolverse cómodamente durante sus innumerables viajes por más de treinta países. Esta experiencia sirvió para forjar en su personalidad un intenso interés contra la discriminación y la violencia, contra el abuso de los poderosos frente a los débiles existen y contra la facilidad con la que diariamente se conculcan los derechos humanos más elementales. Durante la última etapa de su vida esta sensibilidad fue creciendo y se convirtió en una constante preocupación.
Sin descendencia directa, tras su fallecimiento en 1992, con su legado económico (1,6 millones de euros) se creó la Fundación Jaime Brunet Romero, con sede en la Universidad Pública de Navarra, como dejó escrito en testamento. La finalidad de esta fundación se dirige a promover los derechos humanos.